# 子游 (驷氏)
子游（？—前523年），姬姓，驷氏，名偃，字子游，谥襄，是驷带的儿子，郑国的卿。
前526年夏季四月，郑国的六卿为来访的晋国中军将韩起在郊外饯行。韩起说：“请诸位都赋诗一首，我也就可以知道郑国的意图了。”子游赋了《风雨》。赋诗结束后，韩起很高兴，说：“郑国差不多要强盛了吧。诸位用国君的名义赏赐我，所赋的诗均为《郑风》，不出郑国之外，都是表示友好的。诸位的家族都已传了几代，可以不必惧怕什么了。”韩起给六人都送上马匹，并赋诗《我将》。子产拜谢，又让其他五个卿也拜谢。
前523年，子游去世，他的儿子丝此时很年幼，子游的父辈兄辈便立了子游的叔叔驷乞做驷氏的继承人。丝的舅舅是晋国人，派人询问立驷乞的原因。因为子产的调停，晋国人对此不再过问。